# 세르게이 표도로프
세르게이 빅토로비치 표도로프(러시아어: Серге́й Ви́кторович Фёдоров, 1969년 12월 13일 ~ )는 소련과 러시아의 은퇴한 아이스하키 선수로 1990년대부터 2000년대 초반에 뛰었던 최고의 아이스하키 선수 중 한 명이다. 포지션은 센터이며, 간혹 윙어나 수비수로도 활약했다.
그는 내셔널 하키 리그(NHL)에서 뛰기 위해 소련을 떠난 최초의 아이스하키 선수 중 한 명이다. 디트로이트 레드윙스에서 13시즌 동안 뛰는 동안 스탠리 컵 3회 우승과 함께 1994년 NHL의 MVP에게 주는 하트 메모리얼 트로피를 수상하여, 이 업적을 달성한 최초의 러시아 선수가 되었다. 2003년 여름 디트로이트를 떠난 후, 2009년 NHL에서 은퇴하기 전까지 마이티 덕스 오브 애너하임, 콜럼버스 블루재키츠, 워싱턴 캐피털스에서 뛰었다. 그는 NHL에서 1200번이 넘는 경기에 출전하여 483골을 기록하였다. 그는 유럽 선수로는 최초의 하트 메모리얼 트로피 수상 선수이며, NHL 역사상 가장 뛰어난 플레이오프 경기를 치른 선수 중 한 명이다. 2017년 "위대한 NHL 선수 100인" 중 한 명으로 선정되었다.
그는 NHL를 떠나 콘티넨탈 하키 리그(KHL)의 메탈루르크 마그니토고르스크와 CSKA 모스크바에서 뛰었고, 국제 대회에서는 소련과 러시아 아이스하키 국가대표팀 선수로 활약했다. 소련 국가대표 선수로서 세계 아이스하키 선수권 대회 2회 우승을 달성했고, 러시아 국가대표 선수로는 올림픽에 3회 참가하여 은메달 1개, 동메달 1개를 획득했고, 세계 선수권 대회에서 우승 1회, 준우승 1회를 달성했다. 2015년 11월 9일 하키 명예의 전당에, 2016년 국제 아이스하키 연맹 명예의 전당에 헌액되었다.

## 외부 링크

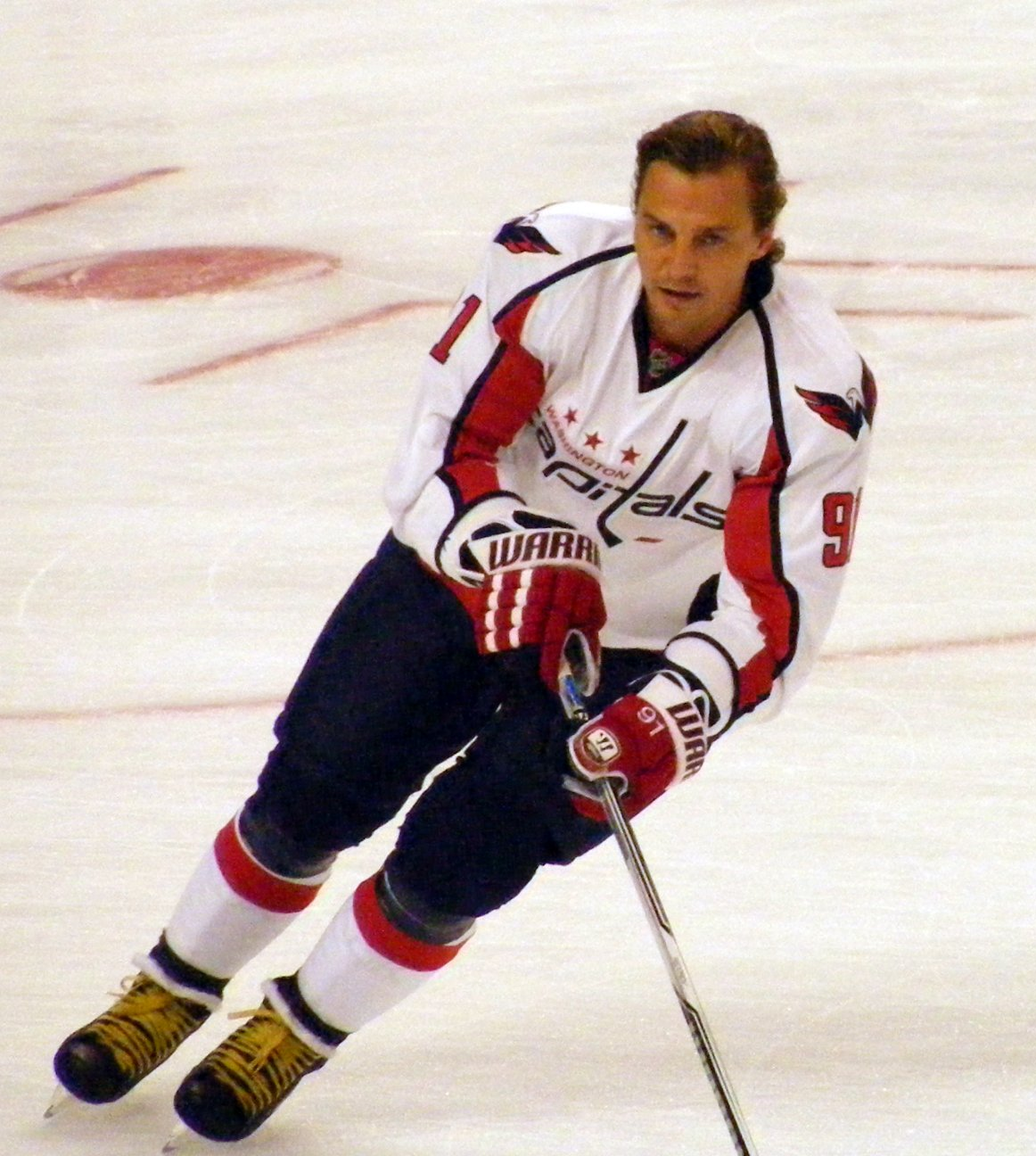
워싱턴 캐피털스 소속 시절의 표도로프 (2008년)